# Грассманів закон (мовознавство)

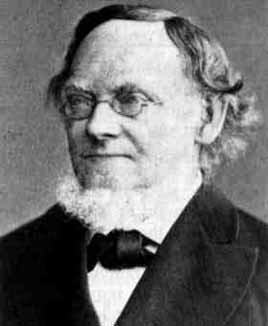
Герман Грассман

Гра́ссманів зако́н, зако́н Гра́ссмана — фонетичний закон, що його сформулював Г. Грассман 1863 року. Закон дисиміляції придихових у давньогрецькій і давньоіндійській мовах, суть якого полягала в тім, що в цих мовах два сусідні склади не могли починатися з придихового. Якщо другий склад мав придиховий (д.-гр. Φ, θ, χ, д.-інд. bʰ, dʰ, gʰ), то попередній склад його втрачав: у давньогрецькій *φ, *θ, *χ переходили у *π, *τ, *κ відповідно, а в давньоіндійській *bʰ, *dʰ, *gʰ замінялися на *b, *d, *g. 
- *bʰeudʰ- («будити») → гр. πεύθεται, д.-інд. bódhate;
- *bʰurgʰos → *burgʰos ←... гр. πύργος.

## Значення
Цей закон пояснив раніше незрозумілі порушення закономірних відповідностей, як-от: д.-гр. π, τ, κ – д.-інд. p, t, k; д.-гр. φ, θ, χ – д.-інд. bh, dh, gh; д.-гр. β, δ, γ – д.-інд. b, d, g. Виявилося, що внаслідок дисиміляції придихових у певній позиції грецьким глухим π, τ, κ (← *φ, *θ, *χ) відповідають давньоіндійські дзвінкі b, d, g (← *bʰ, *dʰ, *gʰ). Грассманів закон підготував ґрунт для фундаментального положення порівняльно-історичного мовознавства — непохитність (безвинятковість) звукових законів.